# 4899 Candace
4899 Candace è un asteroide della fascia principale. Scoperto nel 1988, presenta un'orbita caratterizzata da un semiasse maggiore pari a 2,3719419 UA e da un'eccentricità di 0,1840858, inclinata di 22,58045° rispetto all'eclittica.